# Stiff Upper Lip (album)
Stiff Upper Lip è il quattordicesimo album in studio del gruppo musicale australiano AC/DC, pubblicato il 28 febbraio 2000 dalla Elektra Records, dal Warner Music Group e dalla East West Records.

## Descrizione
I tre singoli estratti sono Stiff Upper Lip, Safe in New York City e Satellite Blues.
Questo album è stato ri-pubblicato come parte della serie AC/DC Remasters. È stato premiato negli Stati Uniti dalla RIAA come "Platinum album" per le vendite superiori ad un milione di copie e, raggiunse la prima posizione in classifica in Germania, Austria, Svezia e Finlandia; la seconda in Svizzera e Francia; la terza in Australia; la quinta in Canada; la sesta in Norvegia; la settima nella Billboard 200.
In Australia ed Europa è stata pubblicata nel gennaio 2001 una Tour Edition dell'album, quasi un anno dopo l'uscita del CD originale. Questo album contiene lo stesso Stiff Upper Lip ed un disco bonus con delle tracce diverse, alcune delle quali registrate dal vivo nel 1996 alla Plaza de Toros de Las Ventas, Madrid, e con i video di alcuni singoli dell'album.
Dopo gli attentati alle Torri Gemelle dell'11 settembre 2001, le radio di New York tolsero dai palinsesti la canzone Safe in New York City, per non urtare la sensibilità degli abitanti.
Un flash d'agenzia originale venne usato per il tour europeo, ma un altro alternativo venne usato dopo l'attacco dell'11 settembre a New York. Comunque il flash originale è stato reso pubblico nel disco bonus del DVD del 2007 Plug Me In.
La canzone Stiff Upper Lip è stata eseguita al Saturday Night Live.
Brian Johnson voleva che Can't Stand Still fosse pubblicato come singolo, ma la casa discografica degli AC/DC, la Elektra, scelse Satellite Blues.
Nel video della canzone Stiff Upper Lip si vede il gruppo a bordo di un Hummer mentre ascolta It's a Long Way to the Top (If You Wanna Rock 'n' Roll).

## Tracce

### Album standard
Testi e musiche di Angus Young e Malcolm Young.
1. Stiff Upper Lip – 3:34
2. Meltdown – 3:42
3. House of Jazz – 3:56
4. Hold Me Back – 3:59
5. Safe in New York City – 4:00
6. Can't Stand Still – 3:41
7. Can't Stop Rock'n'Roll – 4:02
8. Satellite Blues – 3:47
9. Damned – 3:52
10. Come and Get It – 4:03
11. All Screwed Up – 4:36
12. Give It Up – 3:53

### Tour Edition
Disco 1
Testi e musiche di Angus Young e Malcolm Young, eccetto dove indicato.
1. Stiff Upper Lip – 3:34
2. Meltdown – 3:42
3. House of Jazz – 3:56
4. Hold Me Back – 3:59
5. Safe in New York City – 4:00
6. Can't Stand Still – 3:41
7. Can't Stop Rock'n'Roll – 4:02
8. Satellite Blues – 3:47
9. Damned – 3:52
10. Come and Get It – 4:03
11. All Screwed Up – 4:36
12. Give It Up – 3:53

Disco 2
1. Cyberspace – 2:57 – Lato B del singolo Safe in New York City
2. Back in Black (Live) – 4:09 (Adam Young, Malcom Young, Brian Johnson)
3. Hard as a Rock (Live) – 4:49
4. Ballbreaker (Live) – 4:39
5. Whole Lotta Rosie (Live) – 5:26 (Adam Young, Malcom Young, Bon Scott)
6. Let There Be Rock (Live) – 11:53 (Angus Young, Malcom Young, Bon Scott)
7. Stiff Upper Lip (Video) – 3:50
8. Safe in New York City (Video) – 4:01
9. Satellite Blues (Video) – 3:55

## Formazione
- Brian Johnson - voce
- Angus Young - chitarra solista, cori in Hold Me Back
- Malcolm Young - chitarra ritmica, cori
- Cliff Williams - basso, cori
- Phil Rudd - batteria

## Classifiche

### Classifiche settimanali
| Classifica (2000) | Posizione massima |
| ----------------- | ----------------- |
| Australia         | 3                 |
| Austria           | 1                 |
| Belgio (Fiandre)  | 17                |
| Belgio (Vallonia) | 10                |
| Canada            | 5                 |
| Finlandia         | 1                 |
| Francia           | 2                 |
| Germania          | 1                 |
| Irlanda           | 46                |
| Italia            | 22                |
| Norvegia          | 6                 |
| Nuova Zelanda     | 12                |
| Paesi Bassi       | 36                |
| Regno Unito       | 12                |
| Stati Uniti       | 7                 |
| Svezia            | 1                 |
| Svizzera          | 2                 |
| Ungheria          | 6                 |

### Classifiche di fine anno
| Classifica (2000) | Posizione |
| ----------------- | --------- |
| Australia         | 76        |
| Austria           | 24        |
| Belgio (Vallonia) | 91        |
| Germania          | 16        |
| Stati Uniti       | 151       |
| Svizzera          | 19        |